# Copa Mundial de Voleibol Masculino de 2015
La Copa Mundial de Voleibol Masculino de 2015 es la decimotercera edición de este torneo de selecciones nacionales de voleibol masculino de la FIVB. Se llevó a cabo del 8 al 23 de septiembre de 2015 en Japón. 
Fue el primer torneo de clasificación para los Juegos Olímpicos de Río de Janeiro 2016, otorgó dos cupos a los equipos que culminaron en los dos primeros lugares.

## Proceso de clasificación
Cada una de las 5 confederaciones tiene derecho a dos cupos, que se suman al Japón (anfitrión) y Polonia (campeón mundial 2014).
Anfitrión
- Japón

Campeón Mundial 2014
- Polonia

Asia
- Irán
- Australia

Europa
- Rusia
- Italia

Sudamérica
- Argentina
- Venezuela

Norteamérica
- Canadá
- Estados Unidos

África
- Egipto
- Túnez

## Formato de disputa
Los doce equipos juegan todos contra todos. Se dividen en dos grupos de seis, de modo que en la primera ronda se enfrentan a los rivales de su grupo y en la segunda ronda se enfrentan a los rivales del otro grupo.
Los grupos se conformaron en el método serpentina, en base al ranking mundial.
Grupo 1
- Japón
- Italia
- Estados Unidos
- Australia
- Canadá
- Egipto

Grupo 2
- Rusia
- Polonia
- Argentina
- Irán
- Venezuela
- Túnez

## Resultados

### 1.ª ronda

#### Grupo A
| 8 de septiembre  |                |       |                |                                         |
|                  | Canadá         | 1 – 3 | Italia         | (19-25, 20-25, 25-22, 13-25)            |
|                  | Estados Unidos | 3 – 0 | Australia      | (25-23 , 25-12 , 25-15)                 |
|                  | Japón          | 3 – 2 | Egipto         | (25-19 , 23-25 , 25-18 , 17-25, 15-7)   |
| 9 de septiembre  |                |       |                |                                         |
|                  | Australia      | 0 – 3 | Italia         | (17-25 , 18-25 , 15-25)                 |
|                  | Egipto         | 2 – 3 | Canadá         | (22-25 , 23-25 , 25-21 , 26-24 , 12-15) |
|                  | Estados Unidos | 3 – 1 | Japón          | (25-23, 21-25 , 22-11 , 25-14)          |
| 10 de septiembre |                |       |                |                                         |
|                  | Italia         | 3 – 1 | Egipto         | (20-25, 26-24, 25-22, 25-13)            |
|                  | Canadá         | 0 – 3 | Estados Unidos | (21-25, 20-25, 17-25)                   |
|                  | Japón          | 3 – 1 | Australia      | (25-17 , 25-21 , 25-27 , 25-18)         |

#### Grupo B
| 8 de septiembre  |           |       |           |                                        |
|                  | Argentina | 3 – 1 | Irán      | (25-27 , 25-22 , 25-22 , 26-24)        |
|                  | Rusia     | 3 – 0 | Venezuela | (29-27 , 25-16 , 25-15)                |
|                  | Polonia   | 3 – 0 | Túnez     | (25-17 , 25-15 , 25-20)                |
| 9 de septiembre  |           |       |           |                                        |
|                  | Venezuela | 2 – 3 | Argentina | (32-30 , 15-25 , 26-24 , 13-25, 10-15) |
|                  | Túnez     | 1 – 3 | Irán      | (17-25 , 25-21 , 14-25 , 20-25)        |
|                  | Polonia   | 3 – 1 | Rusia     | (26-28 , 27-25 , 25-19 , 25-22)        |
| 10 de septiembre |           |       |           |                                        |
|                  | Irán      | 3 – 0 | Venezuela | (25-20, 25-17, 25-15)                  |
|                  | Argentina | 1 – 3 | Polonia   | (18-25 , 25-19 , 21-25 , 25-27)        |
|                  | Rusia     | 3 – 0 | Túnez     | (25-17 , 25-16 , 29-27)                |

### 2.ª ronda

#### Grupo A
| 12 de septiembre |                |       |                |                                        |
|                  | Estados Unidos | 3 – 0 | Italia         | (25-18 , 25-23 , 29-27)                |
|                  | Australia      | 3 – 2 | Egipto         | (23-25, 26-24 , 25-23 , 20-25, 15-13)  |
|                  | Japón          | 3 – 0 | Canadá         | (25-17 , 25-15 , 25-21)                |
| 13 de septiembre |                |       |                |                                        |
|                  | Egipto         | 0 – 3 | Estados Unidos | (20-25 , 13-25 , 21-25)                |
|                  | Canadá         | 3 – 2 | Australia      | (32-34 , 25-14 , 25-21 , 27-29, 20-18) |
|                  | Italia         | 3 – 0 | Japón          | (25-21, 25-20 , 25-15)                 |

#### Grupo B
| 12 de septiembre |           |       |           |                                        |
|                  | Polonia   | 3 – 2 | Irán      | (18-25 , 23-25 , 25-15 , 25-20, 15-11) |
|                  | Túnez     | 2 – 3 | Venezuela | (25-19 , 18-25 , 25-22, 26-28, 13-15)  |
|                  | Rusia     | 3 – 1 | Argentina | (25-19 , 21-25 , 25-18, 25-20)         |
| 13 de septiembre |           |       |           |                                        |
|                  | Venezuela | 1 – 3 | Polonia   | (27-25 , 23-25 , 16-25, 23-25)         |
|                  | Argentina | 3 – 0 | Túnez     | (25-20, 25-19, 25-20)                  |
|                  | Irán      | 0 – 3 | Rusia     | (24-26 , 18-25 , 20-25)                |

### 3.ª ronda

#### Grupo A
| 16 de septiembre |                |         |           |                                     |
|                  | Estados Unidos | 3 – 0   | Venezuela | (25-18, 25-16, 25-20)               |
|                  | Italia         | 3 – 0   | Irán      | (25-19, 25-23, 25-21)               |
|                  | Japón          | 3 – 0   | Túnez     | (25-21, 25-19, 25-19)               |
| 17 de septiembre |                |         |           |                                     |
|                  | Estados Unidos | 3 – 1   | Irán      | (20-25, 25-19, 25-22, 25-21)        |
|                  | Italia         | 3 – 0   | Túnez     | (25-18, 25-25, 25-22)               |
|                  | Japón          | 3 – 0 – | Venezuela | (33-31, 26-24, 25-19)               |
| 18 de septiembre |                |         |           |                                     |
|                  | Estados Unidos | 3 – 0   | Túnez     | (25-14, 25-19, 29-27)               |
|                  | Italia         | 3 – 0   | Venezuela | (25-16, 25-22, 25-18)               |
|                  | Japón          | 2 – 3   | Irán      | (25-22, 25-23, 18-25, 21-25, 12-15) |

#### Grupo B
| 16 de septiembre |           |       |           |                               |
|                  | Egipto    | 0 – 3 | Argentina | (18-25, 19-25, 21-25)         |
|                  | Canadá    | 1 – 3 | Polonia   | (23-25, 25-15, 25-19 , 25-19) |
|                  | Australia | 0 – 3 | Rusia     | (24-26, 16-25, 18-25)         |
| 17 de septiembre |           |       |           |                               |
|                  | Egipto    | 0 – 3 | Polonia   | (20-25, 23-25, 18-25)         |
|                  | Canadá    | 0 – 3 | Rusia     | (21-25, 16-25, 19-25)         |
|                  | Australia | 0 – 3 | Argentina | (21-25, 23-25, 16-25)         |
| 18 de septiembre |           |       |           |                               |
|                  | Egipto    | 0 – 3 | Rusia     | (20-25, 24-26, 18-25)         |
|                  | Canadá    | 1 – 3 | Argentina | (21-25, 25-23, 27-29, 22-25)  |
|                  | Australia | 0 – 3 | Polonia   | (15-25, 22-25, 17-25)         |

### 4.ª ronda

#### Grupo A
| 21 de septiembre |                |       |           |                                     |
|                  | Italia         | 3 – 0 | Rusia     | (25-15, 26-24, 25-18)               |
|                  | Japón          | 0 – 3 | Argentina | (24-26, 22-25, 21-25)               |
|                  | Estados Unidos | 1 – 3 | Polonia   | (25-17, 19-25, 23-25, 15-25)        |
| 22 de septiembre |                |       |           |                                     |
|                  | Italia         | 3 – 2 | Argentina | (22-25, 25-20, 25-21, 20-25, 16-14) |
|                  | Japón          | 1 – 3 | Polonia   | (26-24, 25-27, 21-25, 19-25)        |
|                  | Estados Unidos | 3 – 0 | Rusia     | (25-23, 26-24, 25-17)               |
| 23 de septiembre |                |       |           |                                     |
|                  | Italia         | 3 – 1 | Polonia   | (26-24, 22-25, 25-22, 25-19)        |
|                  | Japón          | 2 – 3 | Rusia     | (29-27, 17-25, 25-21, 17-25, 13-15) |
|                  | Estados Unidos | 3 – 1 | Argentina | (25-20, 25-21, 17-25, 25-20)        |

#### Grupo B
| 21 de septiembre |           |         |           |                                     |
|                  | Egipto    | 3 – 2 – | Túnez     | (23-25, 25-21, 23-25, 25-17, 15-11) |
|                  | Canadá    | 3 – 0 – | Venezuela | (25-18, 25-22, 25-23)               |
|                  | Australia | 3 – 0 – | Irán      | (27-25, 27-25, 25-22)               |
| 22 de septiembre |           |         |           |                                     |
|                  | Egipto    | 3 – 1   | Venezuela | (25-18, 20-25, 25-18, 25-20)        |
|                  | Canadá    | 3 – 0   | Irán      | (25-23, 29-27, 26-24)               |
|                  | Australia | 3 – 0   | Túnez     | (25-19, 25-17, 25-19)               |
| 23 de septiembre |           |         |           |                                     |
|                  | Egipto    | 0 – 3   | Irán      | (18-25, 11-25, 23-25)               |
|                  | Canadá    | 3 – 0   | Túnez     | (25-19, 25-21, 25-17)               |
|                  | Australia | 3 – 1   | Venezuela | (25-16, 25-21, 22-25, 25-21)        |

## Posiciones
| Pos | Equipo         | PJ | PG | PP | SG | SP | SD  | PTS |
| --- | -------------- | -- | -- | -- | -- | -- | --- | --- |
|     | Estados Unidos | 11 | 10 | 1  | 31 | 6  | +25 | 30  |
|     | Italia         | 11 | 10 | 1  | 30 | 8  | +22 | 29  |
|     | Polonia        | 11 | 10 | 1  | 31 | 11 | +20 | 29  |
| 4   | Rusia          | 11 | 8  | 3  | 25 | 12 | +13 | 23  |
| 5   | Argentina      | 11 | 7  | 4  | 26 | 16 | +10 | 21  |
| 6   | Japón          | 11 | 5  | 6  | 21 | 21 | 0   | 16  |
| 7   | Canadá         | 11 | 5  | 6  | 18 | 22 | -4  | 13  |
| 8   | Irán           | 11 | 4  | 7  | 16 | 24 | -8  | 12  |
| 9   | Australia      | 11 | 4  | 7  | 15 | 24 | -9  | 12  |
| 10  | Egipto         | 11 | 2  | 9  | 13 | 30 | -17 | 8   |
| 11  | Venezuela      | 11 | 1  | 10 | 8  | 32 | -24 | 3   |
| 12  | Túnez          | 11 | 0  | 11 | 5  | 33 | -28 | 2   |